# Callicostella
Callicostella är ett släkte av bladmossor. Callicostella ingår i familjen Hookeriaceae.

## Dottertaxa tillCallicostella, i alfabetisk ordning[1]
- Callicostella africana
- Callicostella aiomensis
- Callicostella apophysata
- Callicostella aquatica
- Callicostella armata
- Callicostella ascensionis
- Callicostella attenuata
- Callicostella beccariana
- Callicostella belangeriana
- Callicostella bernoullii
- Callicostella bisexualis
- Callicostella brevipes
- Callicostella caledonica
- Callicostella campbelliana
- Callicostella chevalieri
- Callicostella chionophylla
- Callicostella chlorina
- Callicostella chloroneura
- Callicostella ciliata
- Callicostella circinata
- Callicostella colombica
- Callicostella constricta
- Callicostella cruegeri
- Callicostella daltoniaecarpa
- Callicostella depressa
- Callicostella diatomophila
- Callicostella disticha
- Callicostella eberhardtiana
- Callicostella emarginatula
- Callicostella erosotruncata
- Callicostella fallax
- Callicostella fissidentella
- Callicostella frateri
- Callicostella gabonensis
- Callicostella galipanoana
- Callicostella guatemalensis
- Callicostella heterophylla
- Callicostella hondurensis
- Callicostella integrifolia
- Callicostella irrorata
- Callicostella jungermannioides
- Callicostella juruensis
- Callicostella kaernbachii
- Callicostella kreaniana
- Callicostella lacerans
- Callicostella laeviuscula
- Callicostella leptocladula
- Callicostella limosa
- Callicostella loriae
- Callicostella maclaudii
- Callicostella martiana
- Callicostella melanotheca
- Callicostella merkelii
- Callicostella mexicana
- Callicostella microcarpa
- Callicostella monofaria
- Callicostella mosenii
- Callicostella nukahivensis
- Callicostella oblongifolia
- Callicostella oerstediana
- Callicostella pallida
- Callicostella paludicola
- Callicostella papillata
- Callicostella papillosula
- Callicostella parvicellulata
- Callicostella paulensis
- Callicostella paupera
- Callicostella pellucida
- Callicostella perpallida
- Callicostella perpapillata
- Callicostella perrotii
- Callicostella pilotrichidioides
- Callicostella prabaktiana
- Callicostella pterygophylloides
- Callicostella pusilla
- Callicostella rivularis
- Callicostella rufescens
- Callicostella rugiseta
- Callicostella salaziae
- Callicostella saxatilis
- Callicostella scaberrima
- Callicostella scabripes
- Callicostella scabriseta
- Callicostella scabriuscula
- Callicostella sellowiana
- Callicostella seychellensis
- Callicostella spurio-pallida
- Callicostella strumulosa
- Callicostella subdepressa
- Callicostella subemarginatula
- Callicostella submicrocarpa
- Callicostella submonofaria
- Callicostella subsecunda
- Callicostella tenerrima
- Callicostella torrentium
- Callicostella tristis
- Callicostella usambarica
- Callicostella vesiculata
- Callicostella virens